# Bändermodell (Proteine)

Proteinstrukturen, von der primären zur quartären Struktur.

Bändermodelle sind Molekülmodelle von Proteinstrukturen. Sie visualisieren Elemente der Sekundärstruktur wie eine α-Helix oder ein β-Faltblatt und erlauben eine Darstellung der Tertiärstruktur. Verschiedene Polypeptide können zur besseren Unterscheidung farblich unterschiedlich markiert sein. Bändermodelle werden bei der molekularen Modellierung eingesetzt, z. B. beim Protein-Engineering. Das Bändermodell wurde 1980/81 durch Jane Richardson etabliert. Ähnliche Ansätze gab es aber schon früher.

## Strukturdarstellungen

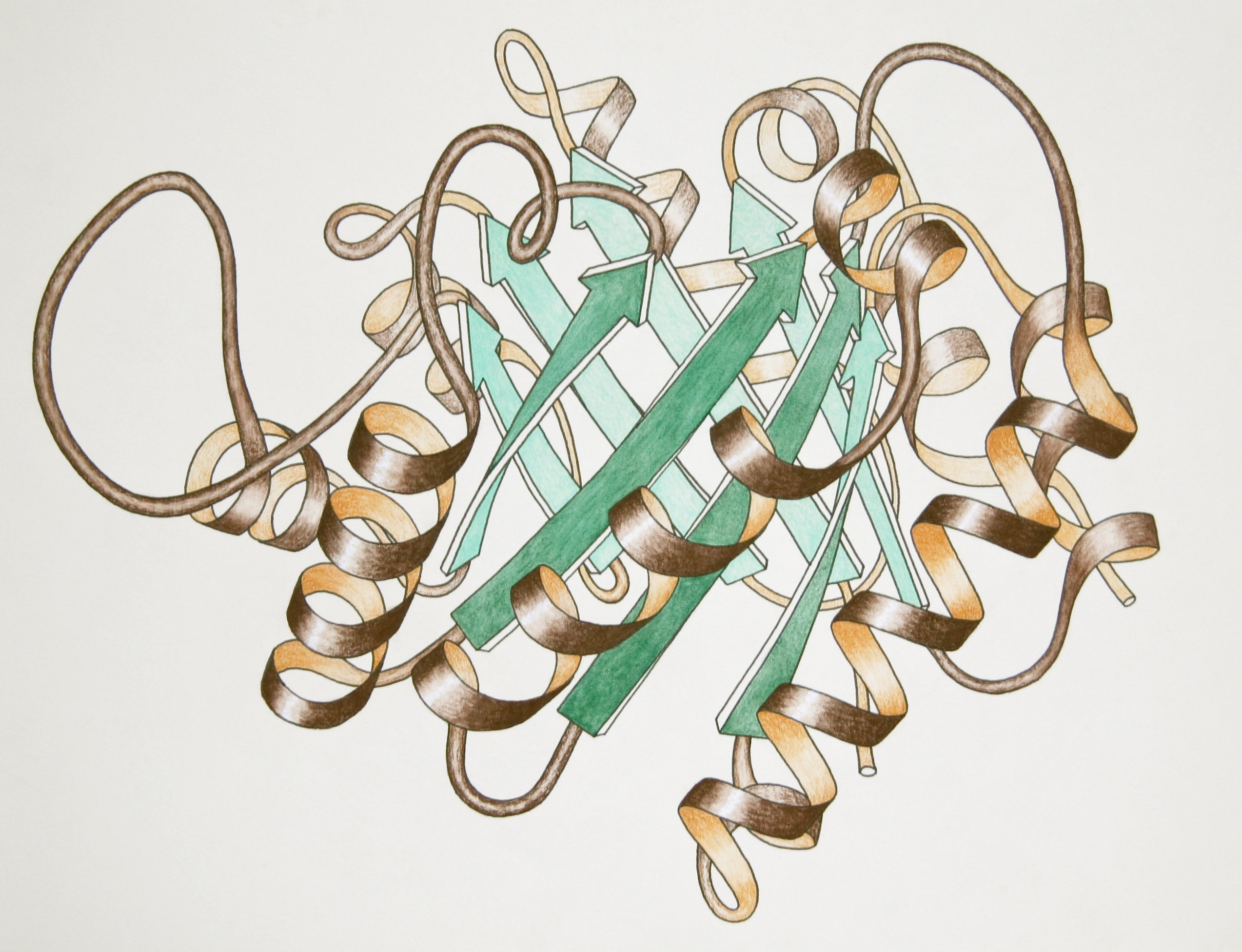
Triosephosphatisomerase, handgezeichnet von Jane Richardson.

| Sekundärstruktur                            | Sekundärstruktur |
| ------------------------------------------- | --- |
| α-Helices                                   | Zylindrische spiralförmige Bänder, mit der Bänderebene ungefähr auf der Peptidbindungsebene. |
| β-Stränge                                   | Pfeile mit einer Dicke von 25 % der Breite in Richtung von N- zu C-Terminus. β-Faltblätter bestehen aus parallel angeordneten β-Strängen mit β-Schleifen.                                                   |
| Schleifen und andere                        | |
| Nichtrepetitive Schleifen                   | Runde Stränge entlang der α-C-Atome der Aminosäuren, die vom Vordergrund zum Hintergrund dünner werden. |
| Verbindungen zwischen Schleifen und Helices | Runde Stränge entlang der α-C-Atome der Aminosäuren, die beim Übergang zur α-Helix flacher werden. |
| Andere Merkmale                             | |
| N- und C-Terminus                           | Kleine Pfeile an einem oder beiden Enden oder mit Buchstaben codiert. Für β-Stränge ist die Richtung des Pfeils ausreichend. Oftmals wird hierfür ein Farbgradient entlang der Aminosäuresequenz verwendet. |
| Disulfidbrücken                             | Mit verschränktem Doppel-S oder mit einem Zick-Zack-Strich |
| Prosthetische Gruppen oder Inhibitoren      | Stabmodell, Kugel-und-Stabmodell |
| Metalle                                     | Kugeln |
| Schattierung und Farbe                      | Der Kontrast nimmt zum Hintergrund hin ab |

## Software
Verschiedene Programme zur Darstellung von Proteinen im Bändermodell wurden entwickelt, z. B. Molscript von Arthur M. Lesk, Karl Hardman und John Priestle, Jmol, DeepView, MolMol, KiNG, UCSF Chimera und PyMOL von Warren DeLano.